# Ярошенко, Степан Климентьевич
Степан Климентьевич Ярошенко (3 [15] декабря 1895, Волосская Балаклея, Харьковская губерния — 22 февраля 1969, Купянск, Харьковская область) — советский хозяйственный, государственный и политический деятель, Герой Социалистического Труда.

## Биография
Родился в 1895 году в Харьковской губернии. Член ВКП(б).
С 1912 года — на хозяйственной, общественной и политической работе. В 1912—1958 гг. — крестьянин, участник Гражданской войны, организатор и председатель колхоза «8-е березня» Купянского района Харьковской области, участник Великой Отечественной войны.
Указом Президиума Верховного Совета СССР от 16 февраля 1948 года присвоено звание Героя Социалистического Труда с вручением ордена Ленина и золотой медали «Серп и Молот».
Избирался депутатом Верховного Совета СССР 3-го и 4-го созывов от Купянского избирательного округа Харьковской области Украинской ССР. Делегат XIX и XX съездов КПСС.